# Monanthes anagensis
Monanthes anagensis är en fetbladsväxtart som beskrevs av Praeger. Monanthes anagensis ingår i släktet Monanthes och familjen fetbladsväxter. Inga underarter finns listade i Catalogue of Life.

## Bildgalleri

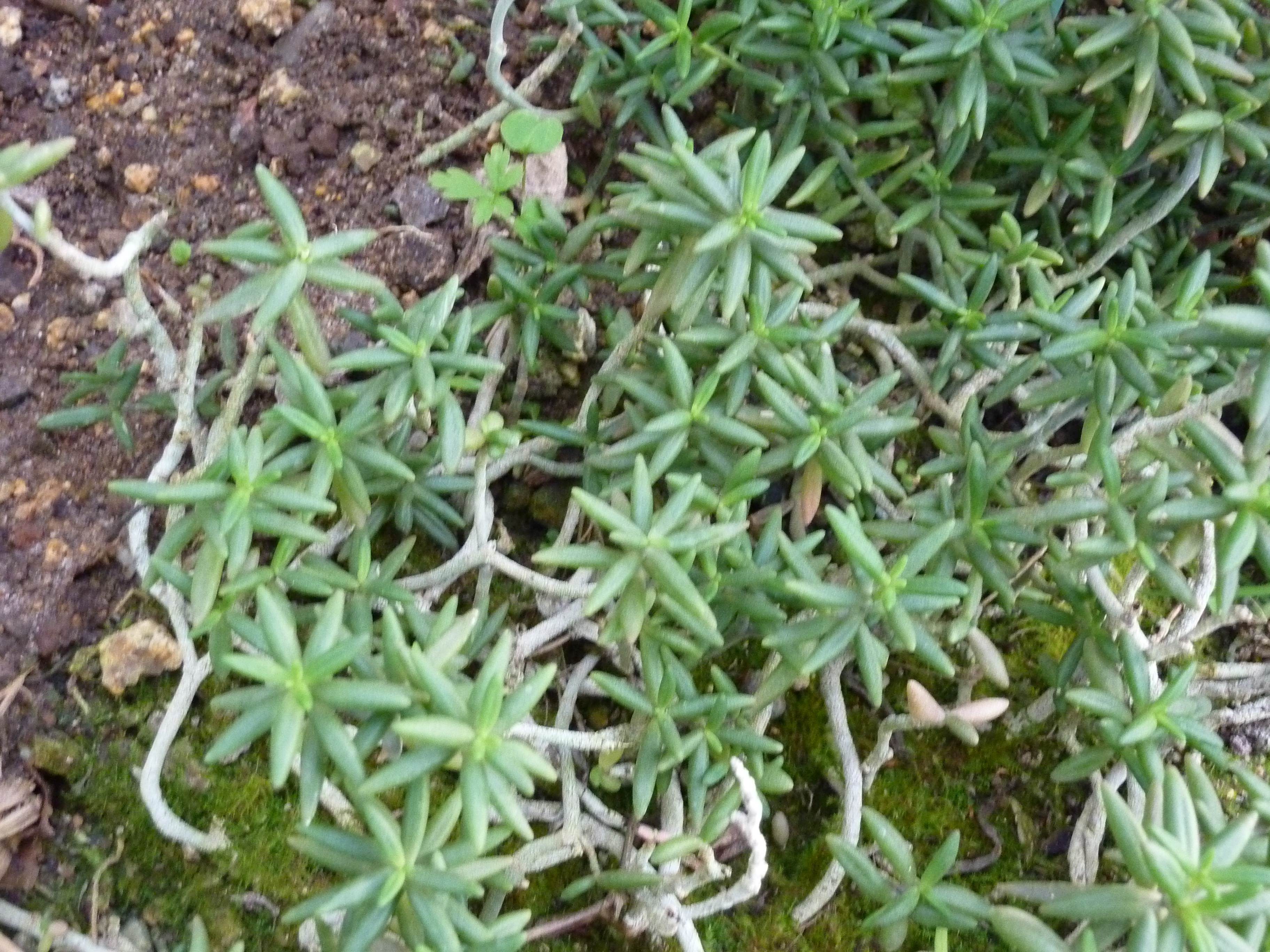
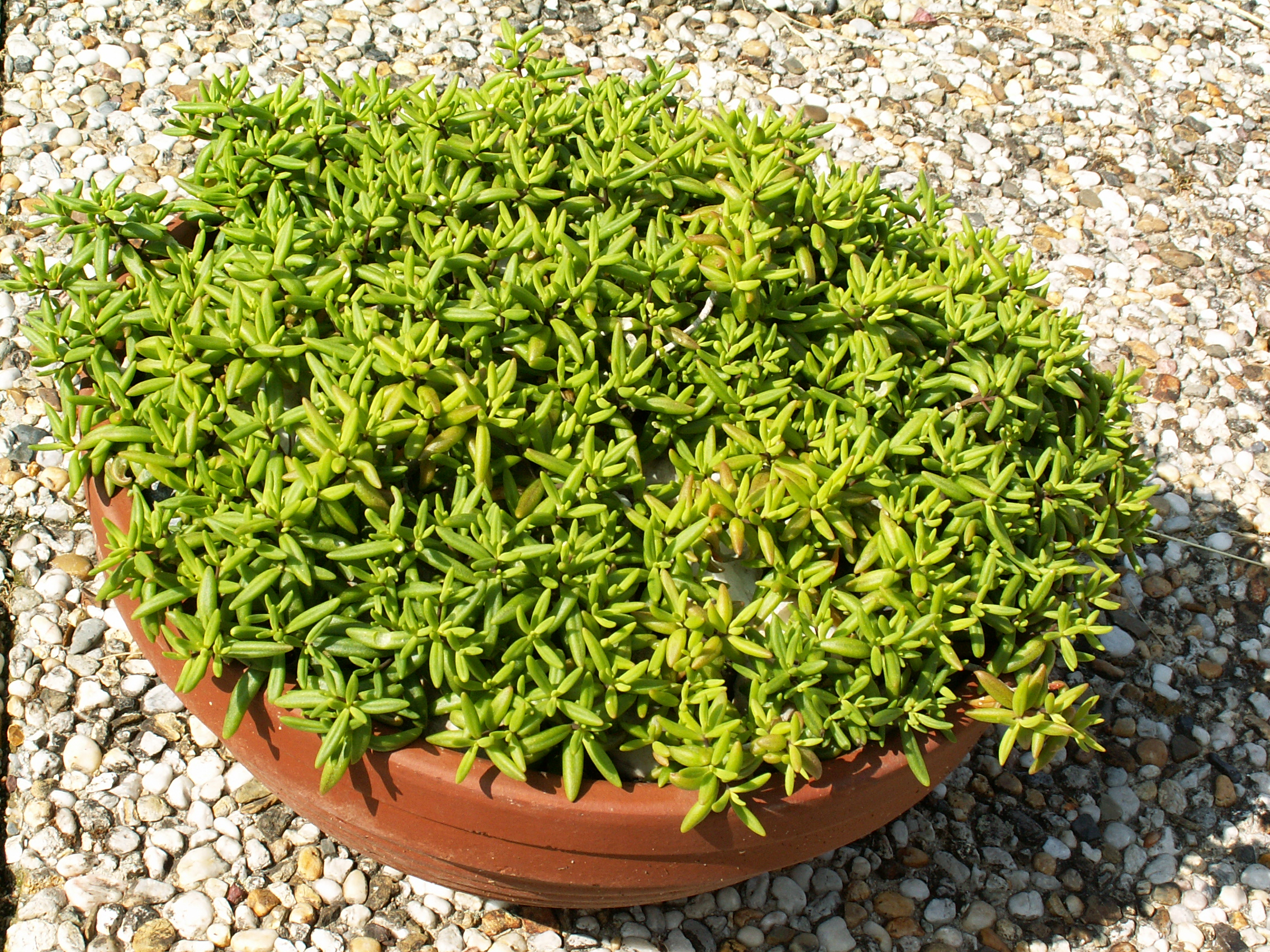